# Tarik Sektioui
Ne doit pas être confondu avec Abdelhadi Sektioui.
Tarik Sektioui (en arabe : طارق السكتيوي), né le 13 mai 1977 à Fès (Maroc), est un footballeur international marocain, reconverti entraîneur. Il est l'actuel sélectionneur du Maroc olympique.
Formé au Maghreb AS et à l'AJ Auxerre, il passe par le CS Maritimo et le Neuchâtel Xamax avant de débarquer en Eredivisie avec le Willem II Tilburg et l'AZ Alkmaar. Transféré au FC Porto en 2006, il est champion du Portugal en 2007, 2008 et 2009, vainqueur de la Supercoupe du Portugal en 2006 et de la Coupe du Portugal en 2009. Il termine sa carrière au Maghreb AS, avec lequel il est vice-champion et remporte la Coupe de la confédération en 2011.
En équipe nationale -20 ans, il remporte la CAN -20 ans en 1997 avant de faire ses débuts avec l'équipe première en 2001 sous Humberto Coelho. Avec le Maroc, il participe à la CAN 2008.
Devenant entraîneur en 2012, il remporte la Coupe du Maroc en 2016 avec le Maghreb AS et la Coupe de la confédération avec la RS Berkane en 2020. Depuis 2024, il est le sélectionneur du Maroc olympique avec qui il remporte la médaille de bronze aux jeux olympiques de Paris 2024.

## Biographie

### Naissance au Maroc et débuts difficiles en Europe (1977-1999)
Tarik Sektioui naît le 13 mai 1977 à Fès au sein d'une famille nombreuse. Il est le frère cadet d'Abdelhadi Sektioui, ancien footballeur et actuel entraîneur marocain. Dans les pas de son frère, il intègre le centre de formation du Maghreb de Fès dès son plus jeune âge. Promu en équipe espoir, Tarik n'arrive pas à se faire une place en équipe première entraînée par Ivica Todorov.
Il quitte son club du Maghreb de Fès en 1997, après avoir été repéré lors de la Coupe d'Afrique des nations junior par l'AJ Auxerre. En Bourgogne, il est finaliste du championnat des Centres de formation en 1998 puis joue peu, la faute à de nombreuses blessures (fracture de la jambe notamment). Il évolue majoritairement avec l'équipe espoir, s'entraîne souvent avec l'équipe première entraînée par Guy Roux. Sektioui doit attendre jusqu'au 31 janvier 1998 pour faire ses débuts professionnels à l'occasion d'un match de Coupe de la Ligue, entrant en jeu face au Toulouse FC en remplacement de Thomas Deniaud à la 90e minute (victoire, 3-1).
Lors de la saison 1998-1999, il reçoit sa première titularisation le 3 octobre 1998 en Ligue 1 contre le RC Strasbourg (victoire, 3-1). Durant le restant de la saison, jusqu'en hiver, il ne dispute plus aucun match et est placé dans le marché des transferts par le club. En janvier 1999, c'est le CS Maritimo qui reçoit le joueur sous forme de prêt de six mois. Avec le club portugais et sous la tutelle de l'entraîneur Augusto Inácio, il ne dispute que deux matchs (une entrée en jeu contre le Benfica Lisbonne et une titularisation contre le FD de Chaves),. Ayant pris part à quelques matchs avec l'équipe réserve de l'AJ Auxerre évoluant en National 2, il remporte son championnat en fin de saison.
Le 1er juillet 1999, il s'engage pour une saison à Neuchâtel Xamax, club avec lequel il dispute neuf rencontres en première division suisse. N'ayant pas pu faire ses preuves en première partie de saison, il est mis dans le marché des transferts lors du mercato hivernal.

### Révélation au Willem II Tilburg (2000-2004)
Après trois passages ratés en Europe, c'est le début d'une belle période aux Pays-Bas, rejoignant le Willem II Tilburg sous la houlette de l'entraîneur Hans Westerhof, en compagnie de ses coéquipiers compatriotes Youssef Mariana et Yassine Abdellaoui.
Sektioui dispute la totalité des matchs de pré-saison avant d'intégrer définitivement l'effectif pour débuter la saison 2000-2001 en Eredivisie. Le 20 août 2000, il dispute son premier match avec le club en entrant en jeu à la 50e minute à la place d'Arno Arts (nl) contre le FC Groningue (match nul, 1-1). Trois mois plus tard, il entre en jeu et inscrit son premier but professionnel en championnat contre le RBC Roosendaal grâce à une passe décisive de Dennis Schulp (nl) (défaite, 2-1). Grâce à ce but inscrit, huit jours plus tard, il reçoit sa première titularisation avec le club contre le FC Twente (match nul, 2-2).
Le 6 avril 2002, il inscrit son premier triplé contre le Fortuna Sittard (victoire, 3-0). Ainsi, il joue pendant trois saisons et demie à Willem II, club où il acquiert un rôle important et devient capitaine. L'équipe finit tous les ans en milieu de tableau et il fait ses débuts en Coupe Intertoto et Coupe UEFA.

### AZ Alkmaar (2004-2006)
Le 1er juillet 2004, il est transféré au AZ Alkmaar où il forme, avec Shota Arveladze, l'une des paires d'attaquants les plus dangereuses du championnat. Il rejoint par la même occasion des compatriotes en sélection dont Adil Ramzi et Ali El Khattabi. 
Le 14 août 2004, il dispute son premier match en étant titularisé contre le SC Heerenveen (match nul, 1-1). Trois mois plus tard, il inscrit son premier but avec le club contre le NAC Breda (victoire, 0-3). Dès la première saison, l'AZ termine 3e du championnat. La saison suivant, il joue moins mais termine vice-champion des Pays-Bas.

### FC Porto et prêt à RKC Waalwijk (2006-2009)
Il décide ensuite, en 2006, d'accepter une offre du FC Porto, où entraîne son ancien coach à Willem, Co Adriaanse. Il rejoint ainsi une tanière de stars composée de joueurs tels que Pepe, Ricardo Quaresma ou encore Anderson. Malheureusement pour lui, son entraîneur est remplacé par Jesualdo Ferreira qui ne le fait jouer que peu (4 matchs en 6 mois).

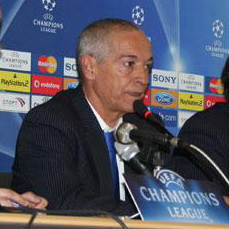
Jesualdo Ferreira (ici en 2006) manque de confiance en Sektioui lors de la saison 2006-2007.

Il dispute son premier match le 25 août 2006 en tant que titulaire contre l'UD de Leiria (victoire, 2-1). Un mois plus tard, il inscrit son premier but contre le SC Beira-Mar (victoire, 3-0). N'ayant joué au total que quatre matchs en six mois, Sektioui est alors prêté au RKC Waalwijk jusqu'en fin de la saison.
Le 31 janvier 2007, il s'engage officiellement au RKC Waalwijk sous forme de prêt jusqu'en fin de saison 2007-2008. Le 3 février, il dispute son premier match à Waalwijk contre le NAC Breda (victoire, 2-1). Sept jours plus tard, contre le Heracles Almelo, il reçoit sa première titularisation, délivrant une passe décisive sur le deuxième but inscrit par Ricky van den Bergh (nl) (victoire, 2-0). Le 17 mai, faisant alors partie des équipes barragistes pour la relégation, il inscrit un doublé contre le FC Dordrecht dans les barrages et permet à son équipe d'être maintenue en Eredivisie (victoire, 0-3).
De retour au FC Porto en juillet 2007, il est couronné champion du Portugal pour sa première partie de saison, il se prépare à la saison 2007-2008 et s'intègre mieux dans le système de jeu son entraîneur et devient un élément important de l'équipe. Il dispute également la Ligue des champions dans une poule relevée composée de Liverpool FC, de l'Olympique de Marseille et du Beşiktaş JK. Dans le parcours européen, le FC Porto parvient à finir en tête de groupe et à se qualifier en huitièmes de finale contre le FC Schalke 04 qui met un terme à la réussite portugaise. En fin de saison, le FC Porto remporte le championnat pour la deuxième fois d'affilée.
Lors de la saison 2008-2009, il dispute à nouveau la Ligue des champions et termine à la tête d'un groupe composé d'Arsenal FC, du Dynamo Kiev et du Fenerbahçe SK. De nouveau en tête de groupe, il parvient à passer les huitièmes de finale grâce à une séance de penaltys contre l'Atlético de Madrid, avant d'être éliminé au stade des quarts de finale contre Manchester United FC (défaite, 1-0 ; but inscrit par Cristiano Ronaldo). Au niveau local, le FC Porto remporte une troisième fois d'affilée le championnat ainsi que la Coupe du Portugal après une victoire en finale le 31 mai 2009 contre le FC Paços de Ferreira (victoire, 0-1).

### Passage aux Émirats arabes unis, fin de carrière victorieuse au Maghreb de Fès (2009-2011)
Le 4 juillet 2009, libre de tout contrat et âgé de 32 ans, il signe à Ajman Club, aux Émirats arabes unis pour un salaire de 1,2 million d'euros net par an. Tarik Sektioui doit attendre jusqu'au 18 octobre pour faire sa première apparition sur les terrains émiratis sous l'entraîneur Zé Mário en faisant face à Al-Aïn FC. Lors de ce match, il est titularisé et inscrit par la même occasion son premier but (défaite, 3-2).
Le 14 septembre 2010, il retourne dans son pays natal et son club formateur, le MAS de Fès (entraîné par Rachid Taoussi) pour y disputer sa dernière saison en tant que footballeur professionnel. Club actif à la Coupe de la confédération, il débute titulaire le 12 février 2011 contre le club béninois de l'USS Kraké (en), inscrivant par la même occasion un doublé (victoire, 4-1). Deux mois plus tard, durant cette même compétition, il inscrit un triplé contre l'Al Khartoum SC (victoire, 5-1). Le 4 décembre 2011, il remporte la finale de la Coupe de la confédération contre le Club africain grâce à une victoire d'un but à zéro.
Peu de temps après le sacre, à l'âge de 34 ans, il prend officiellement sa retraite en tant que footballeur professionnel.

### Carrière internationale

#### Parcours junior
En mars et avril 1997, il est convoqué avec le Maroc -20 ans pour disputer la Coupe d'Afrique des nations junior qui a lieu au Maroc. Terminant deuxième de sa poule composée du Ghana -20 ans (défaite, 0-1), de l'Égypte -20 ans (match nul, 0-0) et du Soudan -20 ans (victoire, 2-0), il affronte la Côte d'Ivoire -20 ans (victoire, 2-1) en demi-finales, et ensuite l'Afrique du Sud -20 ans (victoire, 1-0) en finale,. Tarik Sektioui remporte ainsi son premier titre international, remportant par la même occasion la distinction du meilleur joueur de la compétition[réf. nécessaire].
Ayant disputé les qualifications et des matchs amicaux en préparation à la Coupe du monde -20 ans de 1997 en Malaisie, il figure finalement dans la liste définitive du sélectionneur Rachid Taoussi. Le 16 juin 1997, à l'occasion du premier match de la compétition contre la Malaisie -20 ans (pays hôte), il inscrit le premier but à la 14e minute (victoire, 1-3). Il dispute également les deux autres matchs de poule contre la Belgique -20 ans (match nul, 1-1) et l'Uruguay -20 ans (match nul, 0-0),. En huitièmes de finale, les Lionceaux de l'Atlas sont éliminés par l'Irlande -20 ans après un but encaissé dans les prolongations (défaite, 2-1).

#### Équipe du Maroc
En janvier 2001, ses prestations en club avec le Willem II Tilburg l'emmènent vers une première présence sur la liste du sélectionneur Humberto Coelho de la sélection marocaine. Il prend ainsi part à un tournoi amical ayant lieu aux Émirats arabes unis, faisant face à la Corée du Sud (match nul, 1-1) et les Émirats arabes unis (match nul, 1-1), face à laquelle il inscrit son premier but international à la 75e minute, au sein d'un effectif bien huilé composé également de Jaouad Zaïri, Salaheddine Bassir ou encore Saïd Chiba. Dix jours plus tard, il dispute un autre match en sélection, disputant une mi-temps contre le Sénégal, dans le cadre des éliminatoires de la Coupe du monde 2002 (match nul, 0-0).
Durant les mois et années qui suivent, la concurrence empêche Sektioui de retrouver la sélection marocaine. Il manque ainsi les participations à la CAN 2002 et la CAN 2004. Entre-temps, Sektioui performe à l'AZ Alkmaar et force ainsi son retour en sélection, retrouvant les rangs de l'équipe nationale en février 2005 pour des rencontres éliminatoires de la Coupe du monde 2006, disputant sous Badou Zaki des bouts de matchs contre le Kenya (victoire, 5-1) et la Guinée (victoire, 1-0),. Principalement joueur remplaçant, il figure régulièrement sur les feuilles de match mais manque de temps de jeu.
Le 16 novembre 2006, il est titularisé à l'occasion d'un match amical contre la France au Stade de France, inscrivant son premier but avec le Maroc à la 8e minute sur une frappe lointaine tirée du pied gauche (match nul, 2-2). Faisant ses preuves en sélection sous la tutelle du nouveau sélectionneur Henri Michel, il gagne en confiance et figure sur la liste des sélectionnés pour la CAN 2008 et inscrit son deuxième but en sélection dans son match de préparation contre la Zambie en janvier 2008 au Grand stade de Marrakech (victoire, 2-0). S'envolant vers le Ghana, il est élu homme du match pour son premier match de poule contre la Namibie, inscrivant un but et délivrant une passe décisive (victoire, 1-5). Les rêves marocains virent au drame lors du deuxième et troisième match de poule, où le Maroc perd les deux matchs, contre la Guinée 3-2 et le Ghana 2-0,.
Après l'élimination au premier tour, Fathi Jamal remplace Henri Michel et fait appel à Sektioui pour une rencontre amicale contre la Belgique en mars 2008 au Stade Roi Baudouin, dans lequel Sektioui est l'auteur du deuxième but marocain inscrit (victoire, 1-4). Trois mois plus tard, Sektioui est convoqué sous un nouveau sélectionneur, Roger Lemerre, contre la Mauritanie dans le cadre des éliminatoires de la Coupe du monde 2010, inscrivant le premier but du match sur une victoire de 1-4 à Nouakchott. Au sein d'une sélection marocaine déstabilisée à cause d'une succession de changement de sélectionneurs, il dispute son dernier match le 19 novembre 2008 contre la Zambie et inscrit son dernier but sur un coup franc (victoire, 3-0).

## Entraîneur
Entre 2012 et 2013, il passe sa licence UEFA Pro pour devenir entraîneur et combine ses examens avec un poste en tant que formateur au sein de l'Académie Mohammed VI de football, à Salé[réf. nécessaire].
Après une discussion avec le président du club du Maghreb AS Marouane Bennani, il accepte une proposition en tant qu'entraîneur principal pour trois saisons. Le 19 juillet 2013, il devient officiellement entraîneur de football et est présenté au Maghreb AS. Il y dirige quatre matchs (deux victoires, un match nul et une défaite) avant de passer une saison au Wydad Athletic de Fès. En 2016, il retourne au Maghreb AS et remporte la Coupe du Maroc lors de la saison 2015-2016. Il remporte ainsi le Mars d'Or 2017, désigné meilleur entraîneur de la saison.
Après un bref passage au Moghreb Atlético Tetuán (succédant à Abdelouahed Benhssaine) entre février et août 2019,,, il est présenté le 19 septembre 2019, à la RS Berkane pour un contrat de deux saisons sous la présidence de Fouzi Lekjaa. Il participe à la Coupe de la confédération et finit par remporter son premier titre continental en tant qu'entraîneur en 2020. Il démissionne de son poste d'entraîneur en mars 2021 après plusieurs résultats décevants. Ses prestations sont également remarqués à l'étranger et il profite de l'occasion pour accepter une offre des Émirats arabes unis en signant avec Emirates Club en 2021. Il est limogé après quelques mois en raison d'une succession de mauvais résultats.
Le 29 juillet 2022, il se projette dans un projet de formation locale, collabore avec l'Académie Mohammed VI et devient entraîneur de l'Union Touarga. Lors de la saison 2022-2023, il lance plusieurs jeunes provenant de cette académie dans le plus haut niveau marocain, dont Akram Nakach, Haytam Manaout, ou encore Tawfik Bentayeb.
Le 25 juillet 2023, il signe son retour au Maghreb AS pour la saison 2023-2024,. En février 2024, il figure à la une des journaux après une altercation survenue lors d'un match face au Raja Club Athletic avec l'entraîneur adverse Josef Zinnbauer. En plein milieu de la saison, le 2 mars 2024, il remplace Issame Charaï à la tête de l'équipe du Maroc olympique pour préparer les Jeux olympiques d'été de 2024. Il est épaulé par l'entraîneur adjoint Ahmed Laamoule et reçoit un salaire de 30.000 euros mensuels. Le 8 août, il remporte la médaille de bronze aux jeux olympiques de Paris 2024 en battant l'Égypte 6 à 0.
A partir de novembre 2024, il entraîne également l'équipe du Maroc A' (locaux) des moins de 23 ans. En juillet 2025, il concocte une liste de joueurs convoqués sans limite d'âges, avec uniquement des joueurs du championnat local, pour participer au Championnat d'Afrique des nations.

## Style de jeu
Tarik Sektioui est connu pour son style de jeu captivant et ses compétences techniques, adoptant le surnom Ronaldinho des sables. Il est particulièrement renommé pour son talent en dribble, avec un contrôle de balle exceptionnel qui lui permet de manoeuvrer avec aisance à travers les défenses adverses. Son jeu de jambes rapide et ses feintes habiles lui permettent de créer des espaces même dans les situations les plus serrées. Un exemple notable de cette capacité se produit lors de la Ligue des champions 2007-2008, lorsqu'il marque un but contre l'Olympique de Marseille après avoir dribblé plusieurs défenseurs depuis la ligne médiane.
En plus de son dribble, la vitesse et l'accélération de Sektioui sont des atouts majeurs dans son arsenal. Il possède une capacité à changer de rythme, surprenant les défenseurs et exploitant les moindres espaces pour s'échapper. Cette vitesse, combinée à une grande agilité, fait de lui une menace constante sur les ailes, où il peut étirer les défenses et créer des ouvertures. Sa capacité à mener des contre-attaques rapides est particulièrement mise en avant lors du but contre Marseille, où il utilise son accélération pour dépasser les défenseurs après une série de dribbles, transformant rapidement une situation défensive en une occasion de but.
Sektioui est également doté d'une vision du jeu et d'une intelligence tactique notables. Sa capacité à lire le jeu et à faire des passes décisives est un autre aspect de son style de jeu. Il sait quand temporiser, quand accélérer le jeu et comment trouver ses coéquipiers dans des positions avantageuses. Cette vision, combinée à une frappe de balle précise et puissante, le rend dangereux dans le jeu ouvert et sur les coups de pied arrêtés. Lors de son but contre Marseille, sa vision et son sang-froid devant le but sont évidents lorsqu'il trompe le gardien de but Steve Mandanda avec une frappe précise, concluant une course depuis le milieu de terrain. Sa polyvalence lui permet de jouer à plusieurs postes offensifs, ajoutant de la flexibilité tactique à son équipe.

## Statistiques

### En club
| Saison                | Club                  | Championnat           | Championnat | Championnat | Championnat | Coupe(s) nationale(s) | Coupe(s) nationale(s) | Coupe(s) nationale(s) | Compétition(s) continentale(s) | Compétition(s) continentale(s) | Compétition(s) continentale(s) | Compétition(s) continentale(s) | Autres compétitions | Autres compétitions | Autres compétitions | Autres compétitions | Maroc | Maroc | Maroc | Total | Total | Total |
| Saison                | Club                  | Division              | M.          | B.          | P.d.        | M.                    | B.                    | P.d.                  | Comp.                          | M.                             | B.                             | P.d.                           | Comp.               | M.                  | B.                  | P.d.                | M.    | B.    | P.d.  | M.    | B.    | P.d.  |
| 1997-1998             | AJ Auxerre            | Ligue 1               | -           | -           | -           | 2                     | 0                     | 0                     | -                              | -                              | -                              | -                              | -                   | -                   | -                   | -                   | -     | -     | -     | 2     | 0     | 0     |
| 1998-1999             | AJ Auxerre            | Ligue 1               | 2           | 0           | 0           | -                     | -                     | -                     | C3                             | 1                              | 0                              | 0                              | -                   | -                   | -                   | -                   | -     | -     | -     | 3     | 0     | 0     |
| Sous-total            | Sous-total            | Sous-total            | 2           | 0           | 0           | 2                     | 0                     | 0                     | -                              | 1                              | 0                              | 0                              | -                   | -                   | -                   | -                   | -     | -     | -     | 5     | 0     | 0     |
| 1998-1999             | CS Maritimo (prêt)    | Liga NOS              | 2           | 0           | 0           | -                     | -                     | -                     | -                              | -                              | -                              | -                              | -                   | -                   | -                   | -                   | -     | -     | -     | 2     | 0     | 0     |
| Sous-total            | Sous-total            | Sous-total            | 2           | 0           | 0           | -                     | -                     | -                     | -                              | -                              | -                              | -                              | -                   | -                   | -                   | -                   | -     | -     | -     | 2     | 0     | 0     |
| 1999-2000             | Neuchâtel Xamax       | CSSL                  | 9           | 0           | 0           | -                     | -                     | -                     | -                              | -                              | -                              | -                              | -                   | -                   | -                   | -                   | -     | -     | -     | 9     | 0     | 0     |
| Sous-total            | Sous-total            | Sous-total            | 9           | 0           | 0           | -                     | -                     | -                     | -                              | -                              | -                              | -                              | -                   | -                   | -                   | -                   | -     | -     | -     | 9     | 0     | 0     |
| 1999-2000             | Willem II Tilburg     | Eredivisie            | 3           | 0           | 0           | 1                     | 0                     | 0                     | C1                             | -                              | -                              | -                              | -                   | -                   | -                   | -                   | -     | -     | -     | 4     | 0     | 0     |
| 2000-2001             | Willem II Tilburg     | Eredivisie            | 19          | 1           | 0           | 2                     | 0                     | 0                     | -                              | -                              | -                              | -                              | -                   | -                   | -                   | -                   | 3     | 1     | 0     | 24    | 2     | 0     |
| 2001-2002             | Willem II Tilburg     | Eredivisie            | 22          | 7           | 1           | 1                     | 0                     | 0                     | -                              | -                              | -                              | -                              | -                   | -                   | -                   | -                   | -     | -     | -     | 23    | 7     | 1     |
| 2002-2003             | Willem II Tilburg     | Eredivisie            | 24          | 8           | 3           | 1                     | 0                     | 1                     | -                              | -                              | -                              | -                              | -                   | -                   | -                   | -                   | -     | -     | -     | 25    | 8     | 4     |
| 2003-2004             | Willem II Tilburg     | Eredivisie            | 12          | 1           | 0           | 1                     | 2                     | 0                     | -                              | -                              | -                              | -                              | -                   | -                   | -                   | -                   | -     | -     | -     | 13    | 3     | 0     |
| Sous-total            | Sous-total            | Sous-total            | 80          | 17          | 4           | 6                     | 2                     | 1                     | -                              | -                              | -                              | -                              | -                   | -                   | -                   | -                   | 3     | 1     | 0     | 89    | 20    | 5     |
| 2004-2005             | AZ Alkmaar            | Eredivisie            | 30          | 5           | 0           | -                     | -                     | -                     | C3                             | 11                             | 0                              | 0                              | -                   | -                   | -                   | -                   | 2     | 0     | 0     | 43    | 5     | 0     |
| 2005-2006             | AZ Alkmaar            | Eredivisie            | 18          | 6           | 1           | 2                     | 0                     | 0                     | C3                             | 7                              | 2                              | 0                              | -                   | -                   | -                   | -                   | 5     | 0     | 0     | 32    | 8     | 1     |
| Sous-total            | Sous-total            | Sous-total            | 48          | 11          | 1           | 2                     | 0                     | 0                     | -                              | 18                             | 2                              | 0                              | -                   | -                   | -                   | -                   | 7     | 0     | 0     | 75    | 13    | 1     |
| 2006-2007             | FC Porto              | Liga NOS              | 4           | 1           | 0           | -                     | -                     | -                     | C1                             | 1                              | 0                              | 0                              | -                   | -                   | -                   | -                   | 2     | 0     | 0     | 7     | 1     | 0     |
| 2007-2008             | FC Porto              | Liga NOS              | 23          | 6           | 0           | 4                     | 2                     | 0                     | C1                             | 7                              | 1                              | 0                              | -                   | -                   | -                   | -                   | 8     | 5     | 0     | 42    | 14    | 0     |
| 2008-2009             | FC Porto              | Liga NOS              | 9           | 0           | 0           | 6                     | 2                     | 0                     | C1                             | 3                              | 0                              | 0                              | -                   | -                   | -                   | -                   | 1     | 1     | 0     | 19    | 3     | 0     |
| Sous-total            | Sous-total            | Sous-total            | 36          | 7           | 0           | 10                    | 4                     | 0                     | -                              | 11                             | 1                              | 0                              | -                   | -                   | -                   | -                   | 11    | 6     | 0     | 68    | 18    | 0     |
| 2006-2007             | RKC Waalwijk (prêt)   | Eredivisie            | 9           | 0           | 1           | 6                     | 2                     | 0                     | -                              | -                              | -                              | -                              | -                   | -                   | -                   | -                   | -     | -     | -     | 15    | 2     | 1     |
| Sous-total            | Sous-total            | Sous-total            | 9           | 0           | 1           | 6                     | 2                     | 0                     | -                              | -                              | -                              | -                              | -                   | -                   | -                   | -                   | -     | -     | -     | 15    | 2     | 1     |
| 2009-2010             | Ajman Club            | UAE Pro League        | 11          | 2           | 0           | -                     | -                     | -                     | -                              | -                              | -                              | -                              | -                   | -                   | -                   | -                   | -     | -     | -     | 11    | 2     | 0     |
| Sous-total            | Sous-total            | Sous-total            | 11          | 2           | 0           | -                     | -                     | -                     | -                              | -                              | -                              | -                              | -                   | -                   | -                   | -                   | -     | -     | -     | 11    | 2     | 0     |
| 2010-2011             | MAS de Fes            | Botola Pro            | 9           | 3           | 0           | -                     | -                     | -                     | C3                             | 2                              | 5                              | 0                              | -                   | -                   | -                   | -                   | -     | -     | -     | 11    | 8     | 0     |
| Sous-total            | Sous-total            | Sous-total            | 9           | 3           | 0           | -                     | -                     | -                     | -                              | 2                              | 5                              | 0                              | -                   | -                   | -                   | -                   | -     | -     | -     | 11    | 8     | 0     |
| Total sur la carrière | Total sur la carrière | Total sur la carrière | 206         | 40          | 6           | 26                    | 8                     | 1                     | -                              | 32                             | 8                              | 0                              | -                   | -                   | -                   | -                   | 21    | 7     | 0     | 285   | 63    | 7     |

### Buts internationaux
| 0   | Date             | Lieu                                                  | Compétition    | Résultat | Adversaire          | Détail | Détail       | Détail | Sél. |
| --- | ---------------- | ----------------------------------------------------- | -------------- | -------- | ------------------- | ------ | ------------ | ------ | ---- |
| 1er | 14 février 2001  | Stade Cheikh-Zayed, Abou Dabi, Émirats arabes unis    | Match amical   | N 1-1    | Émirats arabes unis | 75e    | du p. droit  | 1-1    | 2e   |
| 2e  | 16 novembre 2007 | Stade de France, Saint-Denis, France                  | Match amical   | N 2-2    | France              | 8e     | du p. gauche | 0-1    | 13e  |
| 3e  | 12 janvier 2008  | Grand stade de Marrakech, Marrakech, Maroc            | Match amical   | V 2-0    | Zambie              | 51e    | sur penalty  | 1-0    | 14e  |
| 4e  | 21 janvier 2008  | Accra Sports Stadium, Accra, Ghana                    | CAN 2008       | V 1-5    | Namibie             | 39e    | sur penalty  | 1-4    | 16e  |
| 5e  | 26 mars 2008     | Stade Roi Baudouin, Bruxelles, Belgique               | Match amical   | V 1-4    | Belgique            | 34e    | du p. droit  | 0-2    | 19e  |
| 6e  | 7 juin 2008      | Stade olympique de Nouakchott, Nouakchott, Mauritanie | Elim. CdM 2010 | V 1-4    | Mauritanie          | 9e     | du p. gauche | 0-1    | 20e  |
| 7e  | 19 novembre 2008 | Grand stade de Marrakech, Marrakech, Maroc            | Match amical   | V 3-0    | Zambie              | 25e    | sur penalty  | 2-0    | 21e  |

## Matchs en tant que sélectionneur national
| 1 | 22 mars 2024    | Antalya, Turquie      | Ukraine espoirs        | 1 - 0 | Match amical    |
| 2 | 26 mars 2024    | Antalya, Turquie      | Pays de Galles espoirs | 2 - 0 | Match amical    |
| 3 | 4 juin 2024     | Rabat, Maroc          | Belgique espoirs       | 2 - 2 | Match amical    |
| 4 | 24 juillet 2024 | Saint-Étienne, France | Argentine olympique    | 1 - 2 | Jeux olympiques |
| 5 | 27 juillet 2024 | Saint-Étienne, France | Ukraine olympique      | 2 - 1 | Jeux olympiques |
| 6 | 30 juillet 2024 | Nice, France          | Irak olympique         | 3 - 0 | Jeux olympiques |
| 7 | 2 août 2024     | Paris, France         | États-Unis olympique   | 4 - 0 | Jeux olympiques |
| 8 | 5 août 2024     | Marseille, France     | Espagne olympique      | 1 - 2 | Jeux olympiques |
| 9 | 8 août 2024     | Nantes, France        | Égypte olympique       | 0 - 6 | Jeux olympiques |

## Palmarès

### En tant que joueur
Au niveau des clubs, avec le FC Porto, il remporte le championnat à trois reprises : en 2007, en 2008 et en 2009,,. Il remporte également la Supercoupe du Portugal en 2006 et la Coupe du Portugal en 2009,. Avec le Maghreb AS, il est vice-champion du Maroc et vainqueur de la Coupe de la confédération en 2011,.
En sélection, il remporte la Coupe d'Afrique des Nations junior en 1997 et est élu meilleur joueur de cette compétition,.
| FC Porto (5) : | Maghreb AS (1) :                                                                                 | Maroc -20 ans (1) :             | Distinctions personnelles               |
| --- | ------------------------------------------------------------------------------------------------ | ------------------------------- | --------------------------------------- |
| - Championnat du Portugal (3) - Champion : 2007, 2008 et 2009 - Coupe du Portugal (1) - Vainqueur : 2009 - Supercoupe du Portugal (1) - Vainqueur : 2006 | - Championnat du Maroc - Vice-champion : 2011 - Coupe de la confédération (1) - Vainqueur : 2011 | - CAN U20 (1) - Champion : 1997 | - 1997 : Meilleur joueur de la CAN U20. |

### En tant qu'entraîneur
En 2016, il remporte la Coupe du Maroc avec le Maghreb AS. Quatre ans plus tard, en 2020, il remporte la Coupe de la confédération avec la RS Berkane. En 2024, il remporte la médaille de Bronze aux jeux olympiques.
| Maghreb AS (1) :                          | RS Berkane (1) :                                     | Maroc U23 :                                     | Distinctions personnelles                             |
| ----------------------------------------- | ---------------------------------------------------- | ----------------------------------------------- | ----------------------------------------------------- |
| - Coupe du Maroc (1) : - Vainqueur : 2016 | - Coupe de la confédération (1) : - Vainqueur : 2020 | - Jeux olympiques : - Médaille de bronze : 2024 | - 2017 : Meilleur entraîneur de l'année au Mars d'Or. |